# Jorge Palma
Jorge Manuel de Abreu Palma ComIH (Lisboa, 4 de junho de 1950) é um músico, cantor e compositor português.

## Biografia

### 1956-1966
Aos seis anos - ao mesmo tempo que aprendia a ler e a escrever - foi inscrito pela sua mãe na Academia Musical dos Amigos das Crianças, onde iniciou os estudos de piano.
Aos oito anos realizou a sua primeira audição, no Auditório do Conservatório Nacional, numa altura em que tinha como professora Maria Fernanda Chichorro. Aos 12, em Palma de Maiorca, foi premiado com um segundo lugar, com atribuição de uma menção honrosa do júri, no Festival das Juventudes Musicais.
No seu percurso escolar passou pelo Liceu Camões, em Lisboa, o Colégio Infante de Sagres, em Mouriscas, Abrantes, e o Colégio Académico, de novo em Lisboa.
Durante a adolescência e a par da formação erudita, começa a interessar-se pelo rock’n’roll, e, de um modo geral, pela música popular americana e inglesa. É por esta altura que descobre a guitarra. Bob Dylan, Led Zeppelin e Lou Reed tornam-se as suas maiores influências.

### 1967-1971
Em 1967, no Algarve, Jorge Palma integra o grupo Black Boys, tocando não guitarra, mas órgão. 
Esta primeira experiência, na companhia de músicos de Santarém, durou cerca de seis meses e foi interrompida por uma aparição “oportuna” do seu pai, num dos bares em que o grupo tocava, quando o grupo já se estava a esgotar.
Foi então que o pai o trouxe para Lisboa e Palma regressou aos estudos secundários. 
De 1969 a 1971, enquanto estuda Engenharia na Faculdade de Ciências de Lisboa (numa altura em que “o geral podia-se fazer ou no Técnico ou na Faculdade de Ciências”), passa a integrar o grupo pop-rock Sindicato, como teclista e cantor.
Do grupo faziam parte Rão Kyao, Vítor Mamede, Edmundo Falé, Júlio Gomes, João Maló, Rui Cardoso e Ricardo Levi. Para além dos covers de bandas de rock americanas e inglesas (Led Zeppelin, Stephen Stills, Chicago, Blood Sweat and Tears, entre outros), compuseram alguns originais, em língua inglesa. A entrada de uma secção de metais encaminha-os para uma estética de fusão entre o Jazz e o Rock. Em 1971 gravam o single "Smile", que tinha no lado B "SINDIblues Swede CATO'S Shoes", uma versão do standard de rock’n’roll "Blue Suede Shoes", de Carl Perkins.
No mesmo ano, os Sindicato deram o seu último concerto na primeira edição do Festival Vilar de Mouros.

### 1972-1974
A estreia a solo de Jorge Palma acontece com o single The Nine Billion Names of God (1972), título de um conto de Arthur C. Clarke e inspirado também no livro "O Despertar dos Mágicos", de Louis Pauwels e Jacques Bergier.
Por esta altura, inicia uma colaboração com José Carlos Ary dos Santos, que o ajuda a aperfeiçoar a escrita poética, e com quem estabelece uma relação de aprendiz e mestre. “O ano de 1972, 1973, até ao Verão, até setembro, esse ano e meio foi de convívio intenso com o Ary, sobretudo. Quase todas as noites estávamos juntos”. Através de Ary conhece igualmente outros homens de letras e politiza-se.
Do contacto com Ary resulta o EP A Última Canção (1973), com quatro composições de Jorge Palma, duas delas sobre letras de Ary dos Santos e outras duas com letra sua.
Ainda em 1972, resolve abandonar os estudos de Engenharia, e realiza uma viagem transcontinental, passando pelos Estados Unidos, Canadá e Caraíbas.
Em setembro de 1973, recusando cumprir o serviço militar obrigatório, e, consequentemente, ser mobilizado para a Guerra do Ultramar, parte para a Dinamarca, com Gisela Branco, sua primeira mulher, onde lhe foi concedido asilo político.
Como afirma na entrevista a Cristiano Pereira do Jornal de Notícias de 22 de setembro de 2002: Com licença, meus amigos, mas para a guerra não vou.
Para se sustentar na Dinamarca, trabalhou como empregado num hotel.

### 1974-1979
Regressado a Portugal no verão de 1974, na sequência do 25 de Abril, inicia um percurso como orquestrador, entre 1974 e 1977, colaborando, paralelamente, como instrumentista, com diversos outros interpretes. 
Nessa fase faz arranjos para fonogramas de Amália Rodrigues, Pedro Barroso, Paco Bandeira, Francisco Naia, Rui de Mascarenhas, Tonicha, João Vaz Lopes, Valério Silva, Adelaide Ferreira e dos agrupamentos Intróito e Maranata. 
Participa como instrumentista, em concertos e/ou gravações, de José Barata Moura, José Jorge Letria, Fausto Bordalo Dias, Vitorino Salomé ou Sérgio Godinho.
Em 1975 concorreu ao Festival RTP da Canção com dois temas - "O Pecado Capital", uma composição sua em coautoria com Pedro Osório, defendida em dueto com Fernando Girão, e "Viagem", uma composição de Nuno Nazareth Fernandes com letra sua. Ficaram classificadas em 7º e 8º lugares, respectivamente, num total de dez canções concorrentes.
Nesse ano gravou o seu primeiro LP, Com uma Viagem na Palma da Mão, para a Valentim de Carvalho, com canções compostas durante o exílio em Copenhaga.
Depois da gravação do seu segundo trabalho discográfico - 'Té Já (1977) - e de uma digressão ao Brasil como instrumentista junto de Paco Bandeira, partiu, de novo, em viagem.
Durante quatro anos Jorge Palma percorre as ruas de várias cidades espanholas (1977), francesas, italianas e suíças (1978-1981), tendo como estabelecimento principal Paris.
Na rua e nos transportes públicos interpreta o repertório de autores da música popular francófona, como Charles Aznavour, Léo Ferré e Jacques Brel, e, sobretudo, da música norte-americana, como Bob Dylan, Crosby, Stills and Nash, Leonard Cohen, Neil Young, Simon & Garfunkel, entre outros.
Em 1979 passa alguns meses em Lisboa, morando na Pensão Ninho das Águias, junto ao Castelo de São Jorge.
Grava então "Qualquer Coisa Pá Música", o seu terceiro álbum de originais, com membros do grupo acústico O Bando. 
Segue-se uma série de atuações a solo e com o referido grupo, uma das quais a abertura do concerto do grupo The Pirates, em Lisboa, no pavilhão do Estádio do Restelo.

### 1980-1989

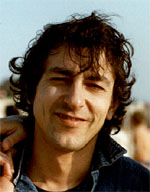
Jorge Palma (1982)

No início da década de 1980, regressou a Paris com a sua segunda mulher, Graça Lami, voltando a Portugal dois anos mais tarde, em 1982, altura em que grava o álbum duplo Acto Contínuo. Embora previsto para ser gravado ao vivo, acabou por ser gravado em estúdio e num curto período.
Segue-se Asas e Penas (1984), o quinto álbum de originais. Vicente, o seu primeiro filho, nascera em 1983 e a ele dedica a música "Castor", incluída, precisamente, nesse álbum.
Realiza diversos concertos em Portugal, França e Itália.
Em 1985 é marcado pelo lançamento do seu sexto álbum de originais e um dos mais aclamados da sua carreira, O Lado Errado da Noite. O single "Deixa-me Rir" é dele extraído e teve enorme sucesso. Por este álbum, a que alguns chamarão “o lado certo de Jorge Palma” ou “Palma de Ouro”, recebe o “Sete de Ouro” e o “Troféu Nova Gente”. 
Realiza uma longa tournée por Portugal e Ilhas, e faz a sua primeira grande apresentação em Lisboa, na Aula Magna (ainda que já tivesse atuado no mesmo local, mas, como contaria, tinha sido "uma primeira Aula Magna, organizada por estudantes e não teve muita gente”).
Os mesmos anos são marcados pela frequência da Escola de Música do extinto Conservatório Nacional - em 1986 concluía o Curso Geral de Piano, seguindo para o Curso Superior, sob a direção da compositora Maria de Lourdes Martins.
Ainda em 1986 gravou o seu sétimo álbum de originais – "Quarto Minguante", marcado por alguns problemas com a editora. O jornal Blitz de 1 de julho de 1986 chega a falar do projeto "Onde Vais Tu Esta Noite", que seria um misto de documentário e ficção sobre a vida do cantor, mas era uma altura em que esse tipo de trabalhos não tinha tanta visibilidade e apoios.
Em 1989 edita Bairro do Amor, considerado pelos jornais Público e Diário de Notícias como um dos álbuns do século XX da música portuguesa. Este trabalho marca a saída da editora EMI - Valentim de Carvalho, que recusou a edição deste álbum (o próprio concordaria que a primeira versão não era a melhor), e a passagem para a PolyGram.
Compondo, escrevendo letras, fazendo arranjos e desempenhando a direção musical nas gravações dos seus fonogramas, Jorge Palma foi sendo acompanhado por músicos oriundos de diversos géneros musicais, do pop-rock à MPP, passando por música improvisada, música erudita e jazz, dos quais se salientam Carlos Zíngaro, Edgar Caramelo, Guilherme Inês, Jorge Reis, Júlio Pereira, Rui Veloso, Zé Nabo, José Moz Carrapa, Zé da Ponte e Kalu, entre outros.

### 1990-1999
Durante a década de 1990 suspendeu a gravação de composições originais para se dedicar à reinterpretação da sua obra, participando regularmente noutros agrupamentos, realizando gravações para intérpretes próximos de si, compondo música para teatro, bem como preconizando inúmeros concertos pelo País, que se traduziram num aumento significativo da sua popularidade, sobretudo junto do público mais jovem.
Em 1991 foi editado Só, um álbum intimista, no qual Jorge Palma revisita temas antigos, a solo e ao piano, e que foi gravado “sem rede”, isto é, voz e piano em simultâneo. Este trabalho foi premiado com um “Sete de Ouro” e o Diário de Notícias considerou-o, uma vez mais, um dos álbuns do século XX.
O álbum Ao Vivo no Johnny Guitar, de 1993, surge na sequência da formação do grupo Palma's Gang, que reuniu os músicos Kalu e Zé Pedro (Xutos e Pontapés) e Flak e Alex dos Rádio Macau, e que realizou alguns concertos pelo País. Esta é uma segunda revisita à sua obra, mas desta vez em formato eléctrico, já que se tratava de um projecto rock. Participa, também, no álbum Sopa, dos Censurados, assinando a letra e emprestando a voz a "Estou Agarrado a Ti".
O ano seguinte fica marcado por vários concertos, quer a solo, quer com o Palma's Gang, destacando-se os concertos do S. Luís, a 4 e 5 de Novembro, que viriam, mais tarde, a ser transmitidos pela RTP.
Durante o ano de 1995 continua a realizar concertos por todo o País, passando também pelo Casino Estoril, num formato solo, e com produção musical de Pedro Osório. 
Integrou, como pianista convidado, o Unplugged dos Xutos e Pontapés, na Antena 3. Foi letrista, compositor e músico em Espanta Espíritos, álbum em que participaram vários nomes da MPP e que foi produzido por Manuel Faria (ex-Trovante). Participou com o tema "+1 Comboio" em parceria com Flak. 
Também em 1995 nasce o seu segundo filho, Francisco.
Surgia depois no agrupamento Rio Grande, em 1996, formado por Tim (Xutos & Pontapés), João Gil (Ala dos Namorados), Rui Veloso e Vitorino. O grupo gravou dois CDs (o álbum de originais, em 1996, e um álbum ao vivo, em concerto no Coliseu dos Recreios, em 1998). O disco de originais alcançaria o galardão de Disco de Platina, permanecendo na memória do público singles como "Postal dos Correios" e "Dia de Passeio". O álbum do concerto, intitulado Dia de Concerto, contém o original de Jorge Palma Quem És Tu de Novo?, mais tarde incluído no álbum Jorge Palma (2001).
Ainda em 1996 musicou poemas de Regina Guimarães, integrados na peça de Bertolt Brecht "Lux in Tenebris" - levada à cena pela Companhia de Teatro de Braga - e colaborou com Sérgio Godinho, João Peste, Rui Reininho e Al Berto no espectáculo "Filhos de Rimbaud", apresentado no Coliseu dos Recreios de Lisboa.
Foi também diretor musical do espetáculo teatral "Aos que Nasceram Depois de Nós", baseado em textos de Bertolt Brecht, com música de Kurt Weill, Hans Eisler e do próprio dramaturgo, e que contou com a composição inédita de Palma "Do Pobre B.B.". 
Participou também no álbum Encontros - Canções de João Lóio. 
Foi ainda em 1996 que a EMI-Valentim de Carvalho lançou a compilação Deixa-me Rir, integrada na colecção Caravela, contendo canções dos álbuns "Asas e Penas", "O Lado Errado da Noite" e "Quarto Minguante".
Em 1997, além dos habituais concertos, colabora no disco Todo Este Céu, de Né Ladeiras, e na coletânea Voz e Guitarra, uma produção de Manuel Paulo (Ala dos Namorados) com a participação de inúmeros artistas, que escolheram e recriaram temas apenas com voz e guitarra. 
Em 1997/98 atua no “Festival Outono em Lisboa” e na Expo 98 - em nome próprio, em solidariedade para com a Guiné-Bissau, e como convidado do espetáculo "As Vozes Búlgaras", de Amélia Muge. 
Participou, também, no álbum de tributo aos Xutos e Pontapés – XX Anos XX Bandas - recriando "Nesta Cidade", acompanhado pela guitarra de Flak, e no álbum Tatuagem, de Mafalda Veiga, no dueto "Tatuagens", que veio a ser single do disco. 
Visitou Timor-Leste, acompanhando Fernando Tordo.

### 2000-2004
Na entrada da década de 2000 continua a realizar concertos por todo o País. 
A Universal lança a colectânea Dá-me Lume, que se torna um êxito comercial (mais de 30 mil cópias vendidas), mantendo-se no top nacional de vendas durante várias semanas. O enorme sucesso deste álbum levou a que o lançamento do novo álbum de originais, Jorge Palma, entretanto gravado, fosse sendo sucessivamente adiado, acabando por ver a luz do dia apenas em 2001. 
Ainda em 2000, participa no álbum de tributo a Rui Veloso, juntamente com Flak, interpretando "Afurada", além de ter emprestado a voz a "Laura", canção pertencente à banda sonora do telefilme da SIC "A Noiva".
Em 2001 é editado o álbum Jorge Palma, muito bem recebido pela crítica e ainda mais pelo público, ávido de novas canções, 12 anos decorridos sobre o lançamento do seu anterior disco de originais. O disco chegou ao terceiro lugar do top nacional logo na primeira semana e foi Disco de Prata. 
Dois meses antes, fora reeditado Acto Contínuo, cuja versão não existia, ainda, em formato CD. 
Ainda em 2001 abriu o terceiro dia do Festival Sudoeste e tocou nos Coliseus de Lisboa e Porto, em Novembro, entre outros concertos. 
Escreveu um tema para Mau Feitio, álbum de Paulo Gonzo, deu a voz a "Diz-me Tudo", música de abertura da telenovela portuguesa da SIC “Ganância” e emprestou o piano a "Fome (Nesse Sempre)", tema dos Toranja para uma compilação da Optimus.
Em 2002 foi distinguido com o Prémio José Afonso, da Câmara Municipal da Amadora, pela publicação do disco Jorge Palma. O mesmo álbum foi nomeado para os Globos de Ouro, promovido por SIC e revista Caras, nas categorias de melhor intérprete individual e de melhor música ("Dormia Tão Sossegada").
Apresentava-se entretanto em três concertos, no mês de Junho, no Teatro Villaret, acompanhado pelo filho Vicente. As atuações são editadas em CD duplo, lançado em Setembro, com o título No Tempo dos Assassinos - Teatro Villaret - Junho de 2002, contendo 33 temas da sua já vasta obra.
Ainda em 2002 surge num novo coletivo, os Cabeças no Ar, que correspondia à formação dos Rio Grande, mas sem Vitorino. O grupo lança então um álbum homónimo. No mesmo ano, Qualquer Coisa Pá Música é reeditado em CD.
Em 2003 e 2004, a agenda mantém-se preenchida, com muitos concertos em palcos nacionais. Prepara, no entanto, um trabalho gravado em sua própria casa no qual alia a sua interpretação ao piano à voz de Ilda Féteira, numa incursão pela poesia portuguesa contemporânea. Esta "obra de culto" foi editada a expensas próprias e apresentada na Associação 25 de Abril.
Em Agosto de 2004 gravou, no Porto, o álbum "Norte", que contou com um grupo base por sugestão do produtor Mário Barreiros, que se tornaria a banda  "Os Demitidos", que nos anos subsequentes o acompanharia em estúdio e nos concertos. Desta banda faziam parte músicos duma nova geração, oriundos de grupos como Clã, Zen e Blind Zero. O disco contou também com participações especiais de muitos músicos portugueses com quem ainda não tinha trabalhado até então. 

### 2005-atualidade
Lançou em 2007 o disco Voo Nocturno, gravado também com o precioso apoio da banda "Os Demitidos". O álbum foi o mais vendido de sempre da sua carreira e atingiu o galardão de tripla platina, com vendas superiores a 90 mil unidades.
A 27 de Novembro de 2008 casou-se em Las Vegas com Rita Tomé, sua namorada de longa data, ao som de "Encosta-te a Mim". É editado o disco "Voo Nocturno ao Vivo".
Lançou em 2010 o single "Tudo por um Beijo", banda sonora do filme A Bela e o Paparazzo.
A 17 de Novembro de 2020 foi feito Comendador da Ordem do Infante D. Henrique.
Em dezembro de 2022 foi lançado o álbum ao vivo Só ao Vivo, que regista temas de Jorge Palma em formato intimista de piano e voz, gravados durante a digressão Só, iniciada em 2021.
Em outubro de 2023 foi editado o álbum 70 Voltas ao Sol, registo ao vivo do concerto comemorativo dos seus 70 anos, realizado no Coliseu dos Recreios em 2020. O disco inclui participações de artistas como Marisa Liz, Camané, Carolina Deslandes, Agir, Ana Moura, Diogo Piçarra e Rui Reininho.
Em 2024 iniciou o espetáculo 3 Palmas na Mão, acompanhado pelos seus dois filhos — Vicente Palma e Francisco Palma — num formato de trio familiar que cruza gerações e reportórios em palco.

## Discografia

### Álbuns
- Com Uma Viagem na Palma da Mão (1975)
- 'Té Já (1977)
- Qualquer Coisa Pá Música (1979)
  - «Quero o Meu Dinheiro de Volta (Stuttgart, 1978)»
  - «Na Terra dos Sonhos (Geneva, 78)»
  - «Essa Miúda (Paris, 78)»
  - «Tu És um Lindo Rapaz (Paris, 78)»
  - «Cá Vou Andando (Paris, 78)»
  - «Mal e Bem/Estações/Só Mais um Beijo (Copenhaga, 1978)»
  - «Maçã de Junho (Paris, 78)»
  - «Enquanto o Pau Vai e Vem (Algarve, 79)»
  - «Yogy Pijama (Paris, 79)»
  - «Acorda Menina Linda (Stuttgart, 1978)»
  - «Vivo em Lisboa (Lisboa, 1977)»
  - «Qualquer Coisa para a Música (Londres, 1978)»
- Acto Contínuo (1982)
- Asas e Penas (1984)
  - «Até Mais Não Poder Ser»
  - «Amora Morena»
  - «Estrela do Mar»
  - «Missa dos Pássaros»
  - «Gente de S. João»
  - «Castor (instrumental)»
  - «Onde Estás tu, Mamã?(Canção de Lisboa)»
  - «A Origem do Drama»
  - «Cantiga do Zé»
  - «Olá, Tenho que Ir Andando»
  - «Lamento dum Traidor»
- O Lado Errado da Noite (1985)
  - «Há Muito Tempo»
  - «Nunca É Tarde para Ter uma Infância Feliz»
  - «Deixa-me Rir»
  - «Jeremias, O Fora-da-Lei»
  - «Razão de Estado»
  - «Cara d'Anjo Mau»
  - «O Homem Invisível»
  - «Fátima»
  - «Imaginação»
  - «O Lado Errado da Noite»
- Quarto Minguante (1986)
- Bairro do Amor (1989)
  - «Frágil (I)»
  - «A Escola»
  - «Minha Senhora da Solidão»
  - «Uma Vez»
  - «Eternamente Tu»
  - «Dá-me Lume»
  - «Só»
  - «Passos em Volta»
  - «Bairro do Amor»
  - «Boletim Meteorológico»
  - «Frágil (II)»
- Só (1991)
  - «Estrela do Mar»
  - «Canção de Lisboa»
  - «O Meu Amor Existe»
  - «Só»
  - «A Gente Vai Continuar»
  - «Frágil»
  - «Essa Miúda»
  - «Bairro do Amor»
  - «Terra dos Sonhos»
  - «Deixa-me Rir»
  - «À Espera do Fim»
  - «Jeremias, O Fora-da-Lei»
  - «Viagem na Palma da Mão»
  - «Dizem que Não Sabiam Quem Era»
  - «O Fim»
- Jorge Palma (2001)
- Norte (2004)
- Voo Nocturno (2007)
- Com Todo o Respeito (2011)
- Vida (2023)

Álbuns ao Vivo
- No Tempo dos Assassinos (2002)
- Voo Nocturno ao Vivo (2008)

Singles e EP

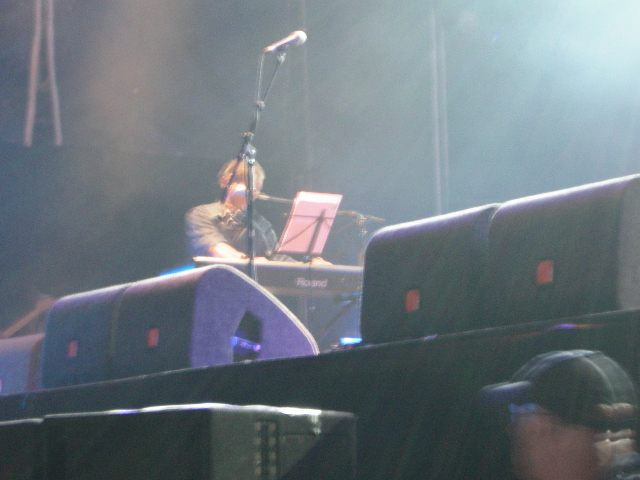
Jorge Palma no Festival de Vilar de Mouros 2005

- The Nine Billion Names of God (1972)
- A Última Canção (1973)
- O Pecado Capital (c/ Fernando Girão) (1975)
- Viagem (1975)
- Deixa-me Rir (1985)
- Dormia tão sossegada (2001)
- Valsa de um homem carente (2004)
- Encosta-te a Mim (2007)
- Página em Branco (2011)

Colectâneas
- Deixa-me Rir (1996)
- O Melhor dos Melhores (1998)
- Clássicos da Renascença (2000)
- Dá-me Lume - O Melhor de Jorge Palma (2000)
- O Melhor de 2 [CD 1: Sérgio Godinho] (2001)
- A Arte e a Música (2004)
- Estrela do Mar (2004)
- Deixa-me Rir (2005)
- Grandes Êxitos (2006)[10]

Outros Projectos
- 1993 - Palma's Gang - "Ao Vivo no Johnny Guitar"
- 1996 - Rio Grande - "Rio Grande"
- 1997 - Rio Grande - "Dia do Concerto" (Álbum Ao Vivo)
- 2002 - Cabeças no Ar – "Cabeças no Ar"

### Colectâneas
- 1995 - "+1 Comboio" - "Espanta Espíritos" (com Flak)
- 1996 - "E Como Eras Linda" - "Encontros: Canções de João Lóio"
- 1997 - "O Meu Amor Existe" - "Voz e Guitarra"
- 1999 - "Esta Cidade" - "XX Anos XX Bandas" (com Flak)
- 2000 - "Afurada" – "Ar de Rock" (tributo)
- 2001 - "Diz-me Tudo" – "Ganância"
- 2001 - "Laura" – "Eternamente (As Canções de João Gil)"
- 2001 - "A Colherzinha" – "Canções de Embalar"
- 2003 - "Mudemos de Assunto" - Irmão do Meio" (Sérgio Godinho)
- 2004 - "Ser do Vento" – “O Assobio da Cobra” (Manuel Paulo)
- 2004 - "Jane Says" - "Uma Outra História"
- 2008 - "Convite" - UPA

## Colaborações
- Censurados - Estou Agarrado a Ti (1993)
- Tetvocal - Eu Vou-te Amar (1996)
- Né Ladeiras - Atrás dos Tempos (1997)
- Mafalda Veiga - Tatuagens (1999)
- Blind Zero - The Down Set Is Tonight (2003)
- Ilda Féteira - Vinte e Cinco Razões de Esperança (2004)
- José Mário Branco (2004)
- Sylvie C. - La Vie en Rose (2005)[11]

## DVDs
- Voo Nocturno ao Vivo - Novembro de 2008